# Infinity Engine
Infinity Engine – silnik gier komputerowych, pozwalający na tworzenie izometrycznych gier cRPG. Został stworzony przez BioWare na potrzeby gry Battleground Infinity, która później stała się pierwszą częścią serii Baldur's Gate. BioWare używał Infinity w kolejnych grach, licencjonowało go także Black Isle Studios.
Od 2005 roku tworzona jest wersja open source silnika Infinity Engine, o nazwie GemRB, będąca międzyplatformową implementacją tego silnika.

## Charakterystyka
Infinity Engine został obmyślani przez BioWare jako podstawa ich kompleksowego dema zwanego wtedy Battleground Infinity, które z czasem zostało w swojej formie finalnej grą Baldur's Gate. Silnik graficzny jest API napisanym w bibliotece OpenGL i powstał specjalnie dla komputerowych gier faularnych - po prawdzie, bazuje on na rzucie izometrycznym z pre-renderowanymi grafikami 2D i zarówno postaciami graczy, jak i NPC-ami korzystającymi ze sprites.
W grudniu 2000, po wydaniu gry Baldur's Gate 2 Ray Muzyka zadecywował o wydaniu patcha do gier BioWare, tak, by silnik Infinity mógł pracować w rozdzielczości większej niż 800 x 600 pikseli. Ostatnią grą komputerową, która korzystała z Infinity Engine, było Icewind Dale z 2002; dopiero w 2016 r. po 17 latach od publikacji oryginalnej gry, wydano rozszerzenie Siege of Dragonspear do Baldur's Gate, który korzysta z tego samego silnika graficznego.
Naturalną ewolucją silnika Infinity był Aurora Engine, z którego Bioware skorzystało w 2002 r. by stworzyć Neverwinter Nights.

## Lista gier korzystających z Infinity Engine
- Baldur’s Gate (1998)
  - Baldur’s Gate: Opowieści z Wybrzeża Mieczy (1999)
- Planescape: Torment (1999)
- Icewind Dale (2000)
  - Icewind Dale: Serce zimy (2001)
  - Icewind Dale:Trials of the Luremaster (2001)
- Baldur’s Gate II: Cienie Amn (2000)
  - Baldur’s Gate II: Tron Bhaala (2001)
- Icewind Dale II (2002)